# Seznam kostelů na Žižkově
Toto je seznam chrámů na pražském Žižkově:

## Římskokatolickékostely
- Kostel svaté Anny (Žižkov)
- Kostel svatého Prokopa (Žižkov)
- Kostel svatého Rocha (Žižkov)

## Českobratrskékostely
- Betlémská kaple na Žižkově
  - Farní sbor Českobratrské církve evangelické v Praze 3 – Žižkov I
  - Farní sbor Českobratrské církve evangelické v Praze 3 – Žižkov II

## KostelyCírkve československé husitské
- Husův sbor Jana Žižky

## Pravoslavnéchrámy
- Chrám Zesnutí přesvaté Bohorodice (Žižkov)

## Již nepoužívané kostely
- Kostel Povýšení svatého Kříže (Žižkov)